# Joetsu Shinkansen
Joetsu Shinkansen (japanska: 上越新幹線?) är en linje för höghastighetståg i det japanska Shinkansennätet som byggdes av Japanese National Railways (JNR) och tillhör och trafikeras idag av JR Higashi Nihon, ett av företagen i samarbetet Japan Railways. Den sträcker sig mellan Ōmiya och Niigata och invigdes i november 1982.
När JNR upplöstes 1987 övergick ägandet av Joetsu Shinkansen liksom all Shinkansen infrastruktur till det nybildade Shinkansen Holding Corporation (SHC) som leasade ut banan till JR Higashi Nihon.  I oktober 1991 köpte JR groups bolag ut Shinkansenanläggningarna från SHC och sedan dess är banan i JR Higashi Nihon ägo.

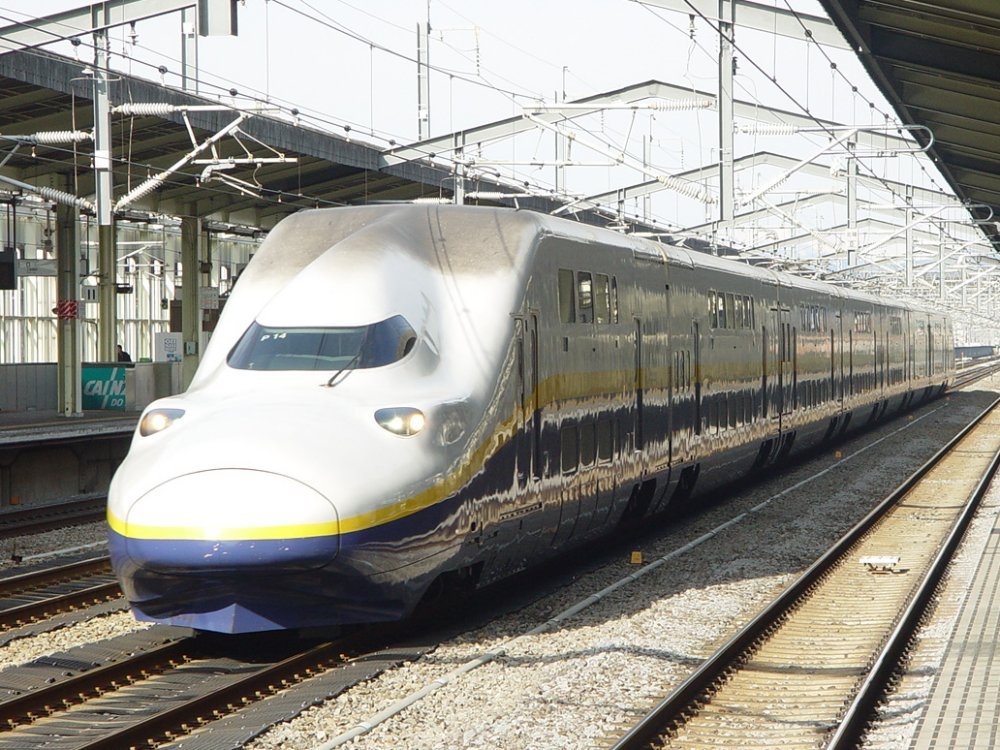
Dubbeldäckare av typ E4 som användes 2001-2021

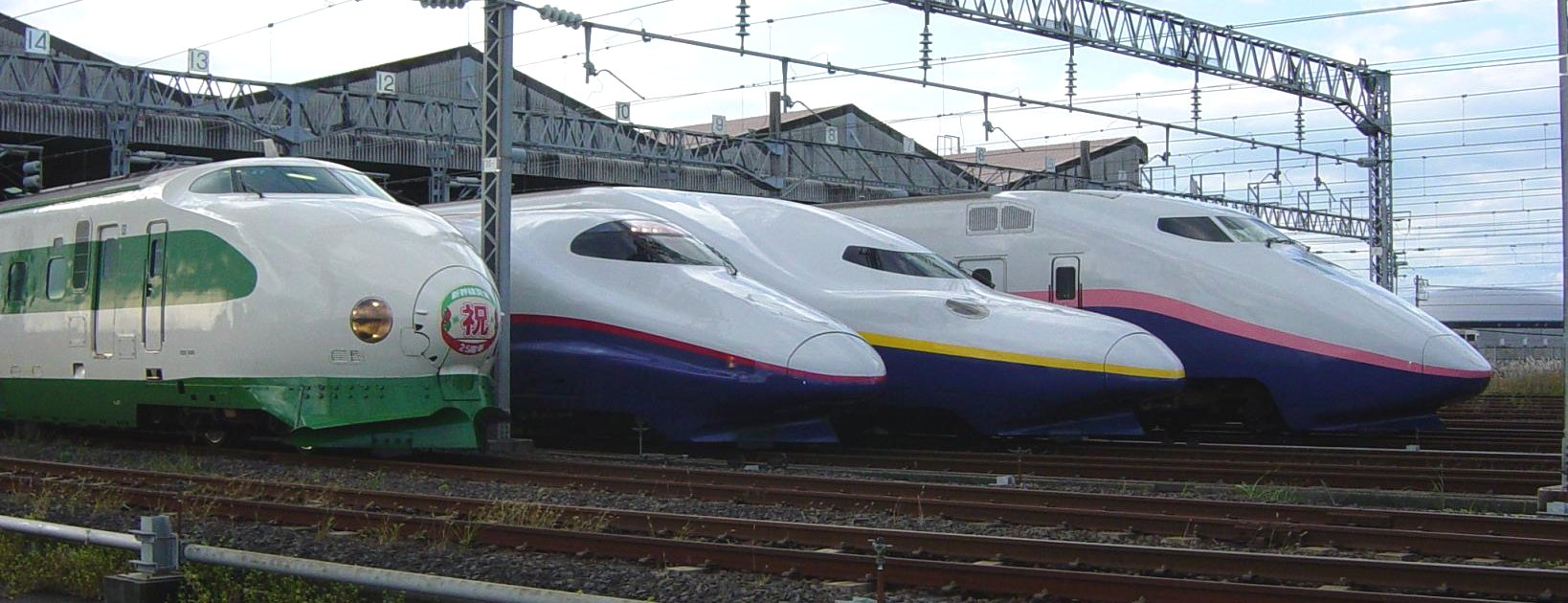
Shinkansen av Serie 200, E2, E4 och E1, alla de typer som använts på Joetsu Shinkanen fram till 2019.

När linjen byggdes var maxhastigheten med serie-200-tåg 210 km/h. I juli 1994 började serie E1 dubbeldäckade tåg användas och i maj 2001 infördes serie E4. E1 som hade 12 vagnar togs ur drift 2012 då de sista Max Toki-avgångarna ersattes av två kopplade E4, Max Tanigawa, för att öka passagerarkapaciteten. Hastigheten på större delen av banan idag är 240 km/h, men ett uppgraderingsprojekt startade 2019 för att höja maxhastigheten till 275 km/h och sänka restiden Tokyo - Niigata till under 90 minuter. Det handlar mest om bullerdämpande åtgärder för att leva upp till reglerna kring buller. Samtidigt började tåg av Serie E7 som kan utnyttja den högre hastighetsgränsen att sättas in istället för de E4 som används och har sth 240 km/h. 2022 ska alla avgångar trafikeras med Serie E7.
Redan när Joetsu shinkansen byggdes visade kalkylerna att den till skillnad från de tidigare byggda Tokaido shinkansen och Sanyo shinkansen inte skulle kunna bli lönsam eftersom passagerarunderlaget är betydligt mindre. Motivet för bygget var att bidra till utveckling av regionen.
Linjen är 270 km lång varav 106 km är tunnlar och 30 km broar.

## Urspårningen
Joetsu Shinkansen är liksom andra shinkansenlinjer utrustad med ett jordbävningssystem som bryter strömmen på banan och stannar tågen vid jordbävningar. Klockan 17:56 den 23 oktober 2004 befann sig Toki 325, ett 10 vagnar långt serie 200-tåg nästan rakt ovanför epicentrum för en jordbävning. Det befann sig ca 5 km från Nagaoka station och hade som tur var börjat sakta in för stationsstoppet och körde i ca 200 km/h. Det befann sig på en 14 m hög viadukt. Flera vagnar spårade ur och tåget stannade efter 1600 m. Ingen av de 155 passagerarna ombord skadades dock allvarligt.
Detta var den första urspårningen för ett shinkansentåg i trafik 40 år efter invigningen av Tokaido Shinkansen. En tunnel rasade delvis in och en bro fick svåra skador av jordbävningen och trafiken fick stängas helt mellan Echigo-Yuzawa och Nagaoka under drygt 2 månader till den 28 december samma år.